# モントリオール・マルーンズ
モントリオール・マルーンズ（Montreal Maroons）は、かつてカナダに1924年から1938年まで存在した男子アイスホッケーチーム。本拠地はカナダ連邦ケベック州モントリオール。ホームアリーナはモントリオール・フォーラムであった。ナショナルホッケーリーグ(NHL)に加盟していた。

## 歴史
1924年に設立。1926年と1935年にスタンレー・カップ優勝を果たす。1937-38シーズンに成績の不振と財政状況が悪化したことから解散した。

## チーム成績
- 1925-26：スタンレー・カップ優勝
- 1927-28：スタンレー・カップ準優勝
- 1934-35：スタンレー・カップ優勝

## 主な選手
- ラス・ブリンコ（1934年カルダー記念賞受賞）
- ネルズ・スチュワート（1926年、1930年ハート記念賞受賞）